# Рой Гейнер
Рой Гейнер (нід. Roy Heiner, 22 листопада 1960) — нідерландський яхтсмен.
Бронзовий призер Олімпійських Ігор 1996 року в класі Фінн, учасник 1988 року.